# Ugandas Davis Cup-lag
Ugandas Davis Cup-lag styrs av Ugandas tennisförbund och representerar Uganda i tennisturneringen Davis Cup. Uganda debuterade i sammanhanget 1997 och har bland annat slutat femma i Europa-Afrikazonens Grupp IV 1998.